# عامل مضاد للشريطية
العامل المضاد للدودة الشريطية  هو دواء يستخدم لمكافحة عدوى الديدان الشريطية إنها تستمد اسمها من الشراطيات.

## مقدمة
عندما يبتلعُ الشَّخصُ يرقاتِ الدُّودة الشَّريطيّة، تتطوَّرُ إلى ديدان شريطيّة بالغة في أمعائه، ويُدعى هذا بالعدوى المعويّة. وعندما يبتلعُ الشَّخصُ بيوضَ ديدان شريطيّة مُعيّنة، فقد تنتشرُ خارجَ أمعائه، وتشكِّلُ كيسات يرقاتٍ في أنسجةِ وأعضاء الجسم، ويُدعى هذا بالعدوى الغَزوية أو الغازِيَة. لا يشكو العديدُ من المصابين بعدوى الدُّودة الشَّريطيّة المعويّة من أيَّةِ أعراض، وتعتمدُ أعراضُ عدوى الشريطيّة على نوع الشريطيّة وموقعها في الجسم. تتنوَّعُ أعراضُ عدوى الدُّودة الشَّريطيّة الغزوية، وتعتمدُ على المكان الذي انتشرت إليه اليرقات.

## الأمثلة
ومن الأمثلة على ذلك:
- البيندازول
- سلفوكسيد البيندازول
- ثنائي كلوروفين
- نيكلوزاميد
- كيناكرين